# Église Notre-Dame de Coblence
Pour les articles homonymes, voir Église Notre-Dame et Frauenkirche.
L'église Notre-Dame est l'une des trois principales églises qui façonnent le panorama urbain de la vieille ville de Coblence avec l'Église Saint-Florin et la Basilique Saint-Castor.
Notre-Dame a toujours été l'église paroissiale de Coblence. Elle date du début du Ve siècle. Édifiée dans les murs d'un édifice romain à l'époque elle était devenue une église chrétienne pendant l'époque franque. À partir de ces bases, l'église a subi plusieurs rénovations et extensions.
Depuis 2002, l'église de Notre-Dame fait partie du patrimoine mondial de l'UNESCO pour la Vallée du Haut-Rhin moyen.
- (de) Cet article est partiellement ou en totalité issu de l’article de Wikipédia en allemand intitulé « Liebfrauenkirche (Koblenz) » (voir la liste des auteurs).